# Oubanguia laurifolia
Oubanguia laurifolia là một loài thực vật có hoa trong họ Lecythidaceae. Loài này được (Pierre) Tiegh. mô tả khoa học đầu tiên..